# Calle de Vergara (San Sebastián)
La calle de Vergara es una vía pública de la ciudad española de San Sebastián.

## Descripción

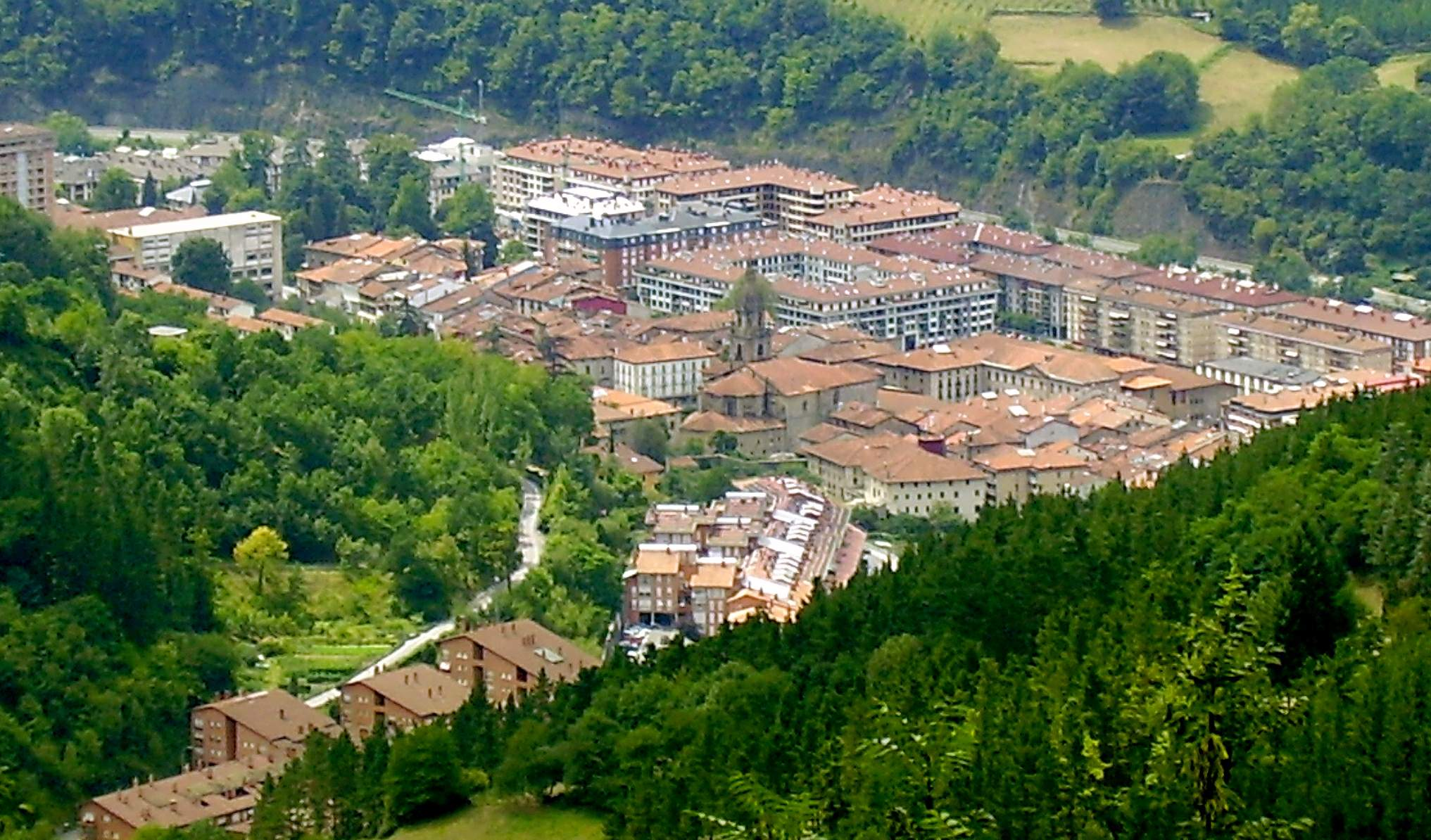
Vista de la localidad de Vergara, que da nombre a la calle

La vía nace de la avenida de la Libertad, donde conecta con la calle de Idiáquez, y discurre hasta llegar a la de San Martín, donde entronca con la de Prim. Tiene cruces con la de San Marcial y la de Arrasate. Con el título, concedido en el siglo XIX, honra a la localidad guipuzcoana de Vergara. Aparece descrita en Las calles de San Sebastián (1916) de Serapio Múgica Zufiria con las siguientes palabras:

Calle de Vergara.—Por acuerdo de 12 de Septiembre de 1866, se adoptó este nombre para imponérselo a una calle en testimonio de consideración, sin duda, a la villa de guipuzcoana de este nombre, cuya celebridad es notoria, entre otros títulos, por el Real Seminario que estuvo establecido en aquella población, y por el convenio de 1839 que dió fin a la guerra civil, y se celebró en su jurisdicción.
(Múgica Zufiria, 1916, p. 139)